# شاخ‌دار (فیلم کوتاه)
شاخ‌دار یک فیلم کوتاه ایرانی در گونه مستندنمایی و به کارگردانی و نویسندگی امیرحسین جواهری محصول سال ۱۴۰۳ است. این فیلم در بیست و ششمین جشنواره سینمای متفاوت و تجربی پاریس نمایش داشته‌است.

## خلاصه داستان
عارضه انسان شاخدار یک بیماری بسیار نادر است که معمولا در برخی از جوامع سنتی شیوع دارد. طبق تحقیقات، این بیماری معمولا بر اثر تنهایی و سرکوب غرایز جنسی ایجاد می‌شود و مهمترین نشانه آن رویش شاخ روی پیشانی فرد بیمار است.
1. ↑  کردلو، زهره (۲۰۲۴-۰۸-۱۹). ««شاخ‌دار» در جشنواره فیلم‌های متفاوت و تجربی پاریس به نمایش درمی‌آید». انجمن سینمای جوانان ایران. دریافت‌شده در ۲۰۲۴-۱۰-۳۱. کاراکتر soft hyphen character در |عنوان= در موقعیت 27 (کمک)
2. ↑  "Compétition #6 — Collectif Jeune Cinéma". cjcinema.org (به فرانسوی). Retrieved 2024-10-31.
3. ↑  «حضور «شاخ دار» در جشنواره فیلم‌های پاریس». خبرگزاری مهر | اخبار ایران و جهان | Mehr News Agency. ۲۰۲۴-۰۹-۰۸. دریافت‌شده در ۲۰۲۴-۱۰-۳۱.